# Bahnhof Teltow
Der Bahnhof Teltow liegt in der gleichnamigen Stadt an der Anhalter Bahn südlich von Berlin und wurde 1901 eröffnet. Seitdem wurde die Station mehrfach grundlegend umgebaut. Der Bahnhof diente dem Regional- und Güterverkehr und war von 1950 bis 1961 Endstation einer Strecke der S-Bahn Berlin. Durch den Mauerbau 1961 wurde die direkte Verbindung nach Berlin unterbrochen und erst 2006 wieder eröffnet.
Der Bahnhof Teltow ist nicht mit dem 2005 eröffneten Bahnhof Teltow Stadt zu verwechseln, der knapp zwei Kilometer nordwestlich, in der Nähe des Stadtzentrums am Ende einer Stichstrecke der Berliner S-Bahn liegt.

## Lage
Der Bahnhof liegt südlich von Berlin an der Kreuzung der Bahnstrecke Berlin–Halle mit der Mahlower Straße etwa drei Kilometer östlich der Innenstadt von Teltow im Landkreis Potsdam-Mittelmark in Brandenburg. Ursprünglich wurde die Station weit außerhalb der Stadt auf freiem Feld errichtet, mittlerweile ist das Gebiet zwischen Stadt und Bahnhof vor allem mit Siedlungshäusern bebaut. Der Ort Heinersdorf liegt zwei Kilometer weiter östlich jenseits der Kreisgrenze zum Landkreis Teltow-Fläming und die zu Teltow gehörende Siedlung Sigridshorst etwa einen Kilometer weiter nördlich.

## Geschichte

### Vorgeschichte
Die Stadt Teltow erhielt zunächst keinen Anschluss an die 1840 eröffnete Strecke der Anhalter Bahn, die einige Kilometer östlich an der Stadt vorbeiführte. In Richtung Bahnhof Zehlendorf an der Stammbahn wurde eine Linie der Personen-Post eingerichtet. 1872 hieß es, dass die Berlin-Anhaltische Eisenbahn-Gesellschaft eine Verbindung von Lichterfelde über Teltow und Stahnsdorf nach Potsdam planen würde, jedoch wurde dieses Projekt nicht verwirklicht. Im Jahr 1888 erhielt Teltow Anschluss an die Dampfstraßenbahn Gross-Lichterfelde (Anhalter Bahnhof) – Seehof – Teltow, welche 1906 Teil der Teltower Kreisbahnen und im Folgejahr elektrifiziert wurde. 1889 gab es erneut Planungen für eine Bahnstrecke von Potsdam über Teltow nach Berlin-Köpenick, die damals ebenfalls nicht verwirklicht wurden. Erst später entstanden einzelne Abschnitte der Umgehungsbahn, die jedoch nicht direkt über Teltow führten.
In der zweiten Hälfte der 1890er Jahre wuchsen die Bestrebungen in der Stadt Teltow hinsichtlich eines Anschlusses an eine vollwertige Eisenbahn. Entsprechende Gesuche wurden an die Königliche Eisenbahn-Direktion Halle gerichtet, die für die Anhalter Bahn zuständig war. Nachdem seitens der Stadt und von umliegenden Grundeigentümern das benötigte Gelände der Bahngesellschaft kostenfrei übergeben wurde, konnten die Bauarbeiten beginnen.

### Bahnhof Teltow

Umgebung von Teltow 1913 mit dem Bahnhof östlich der Stadt und der Teltower Industriebahn.

Am 1. Oktober 1901 wurde der Bahnhof Teltow für den Gesamtverkehr eröffnet. Das Verkehrsaufkommen entwickelte sich gut, namentlich der Güterverkehr wuchs rasch an. Im Personenverkehr wurde der Bahnhof von Anfang an von allen auf der Strecke fahrenden Personenzügen bedient, 1904 verkehrten zehn bis zwölf Züge in jede Richtung. 1909 ging die Teltower Industriebahn (später Teltower Eisenbahn) in Betrieb, die den Bahnhof mit verschiedenen Industriebetrieben der Stadt und mit dem Hafen am 1906 eröffneten Teltowkanal verband. Anfang der 1910er Jahre wurden die Bahnhofsanlagen und das Empfangsgebäude erweitert. 1923 wechselte die Zuständigkeit für die Bahnanlagen im Bereich Teltow von der Eisenbahndirektion/Reichsbahndirektion Halle auf die Reichsbahndirektion Berlin. Mehrfach hatte es Planungen gegeben, die Anhalter Bahn im Bereich Teltow viergleisig auszubauen und separate Vorortgleise anzulegen.
Bis in die 1930er Jahre hatte sich die Bebauung der Stadt Teltow schrittweise bis zum Teltower Bahnhof ausgedehnt. 1938 wurde der Berliner Vororttarif nach Teltow erweitert, ohne dass es jedoch damals separate Vorortzüge gegeben hätte.

### Umbauten um 1940

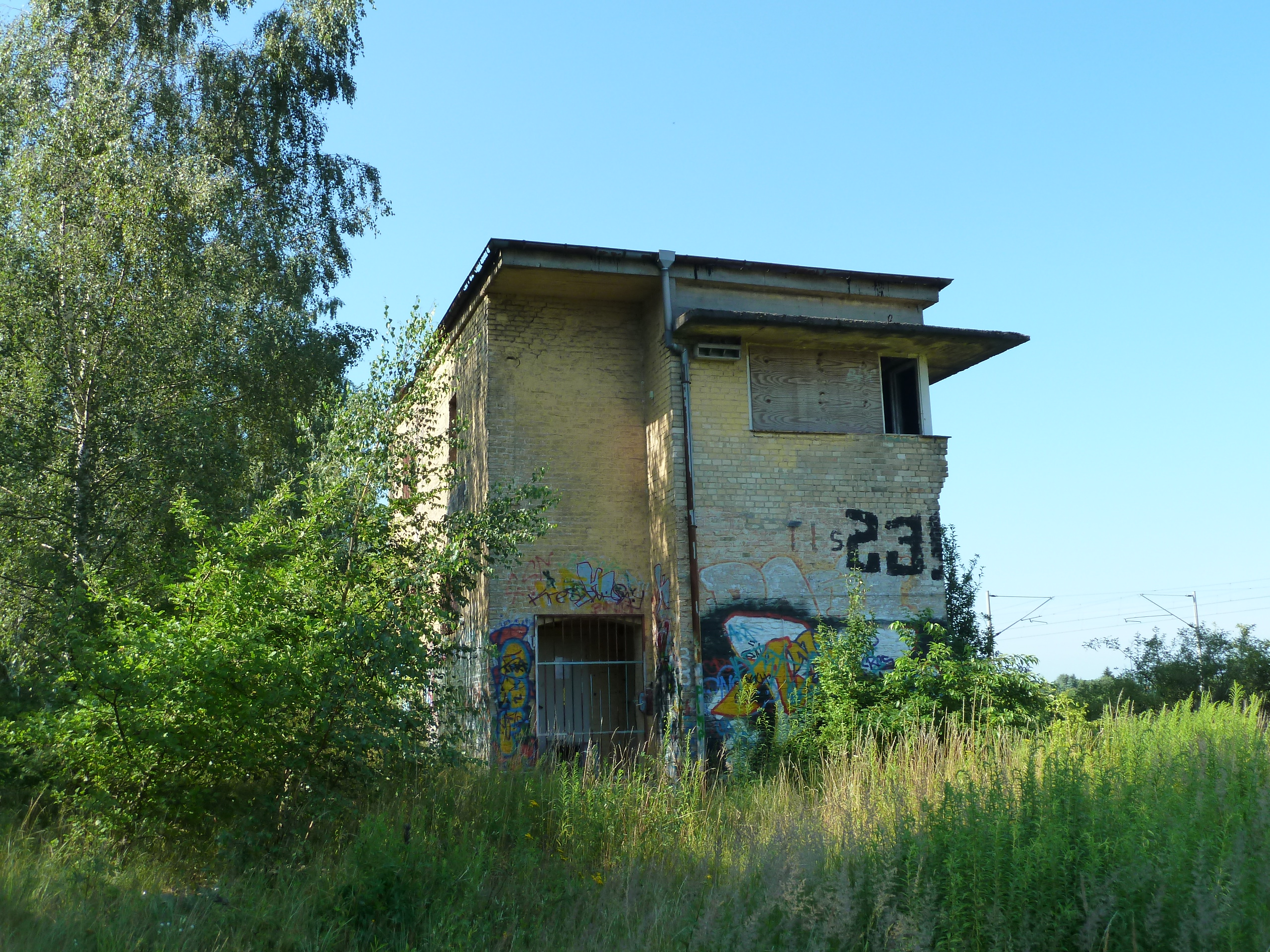
Früheres Stellwerk Tls am Übergang zum Hilfsrangierbahnhof Großbeeren

Im Zuge der Germania-Pläne der Nationalsozialisten, teilweise auf älteren Planungen beruhend, gab es in den 1930er Jahren vielfältige Überlegungen zur Umgestaltung der Bahnanlagen im Raum Berlin, von denen auch der Raum Teltow betroffen war. Teilweise wurden diese Projekte in Angriff genommen. Für den Güterverkehr war ein neuer Verschiebebahnhof Großbeeren geplant, der sich zwischen den Bahnhöfen Großbeeren und Teltow auf der Ostseite der Gleisanlagen der Anhalter Bahn erstrecken sollte. In diesem Zusammenhang wurde anstelle alter Planungen für die Umgehungsbahn südlich um Berlin mit einer Führung etwa im Verlauf des späteren Berliner Außenrings ein weiter nördlicher verlaufender Güteraußenring geplant. Am 16. Dezember 1940 wurde der vorläufige Güteraußenring zwischen dem Bahnhof Teltow und Biesenhorst (westlich des Bahnhofs Berlin-Kaulsdorf an der Ostbahn) eröffnet. Bereits 1939 war ein Baubetriebsgleis in Betrieb gegangen, das vom Bahnhof Großbeeren nach Tempelhof führte und für die Bauarbeiten beim Rangierbahnhof Großbeeren und beim geplanten Bahnbetriebswerk Lichterfelde Süd gebraucht wurde. Der Hilfsrangierbahnhof Großbeeren ging 1941 in Betrieb. Infolge des Krieges wurden diese Projekte nur provisorisch ausgeführt, weitere Baumaßnahmen wie etwa die westliche Verlängerung des Güteraußenrings nördlich von Teltow über Stahnsdorf nach Potsdam unterblieben bis auf wenige Anfangsarbeiten.
Weitere Arbeiten betrafen die eigentliche Anhalter Bahn. Hier gab es Bauarbeiten zur Trennung von Vorort- und Ferngleisen, verbunden mit einer Verlegung der Gleise aus dem Geländeniveau in Dammlage. Bereits 1919 gab es Berichte über Erdarbeiten zur Hochlegung der Anhalter Bahn zwischen Lichterfelde und Großbeeren. Danach stockten die Arbeiten jedoch für fast 20 Jahre, bis sie 1938 wieder aufgenommen worden waren. 1943 ging die separate Vorortstrecke von Berlin-Lichterfelde Ost bis Ludwigsfelde in Betrieb, der elektrische S-Bahn-Betrieb aus der Innenstadt endete jedoch am Bahnhof Lichterfelde Süd. Teltow wurde seitdem nur noch von den Vorortzügen bedient, die durchgehenden Personenzüge auf der Anhalter Bahn hielten erst wieder in Ludwigsfelde.

### Nach Ende des Zweiten Weltkrieges
Der Vorortverkehr von Lichterfelde nach Ludwigsfelde wurde nach Kriegsende erst am 24. Dezember 1945 wieder aufgenommen. Nördlich des Bahnhofs Teltow verlief die Grenze zwischen der Sowjetischen Besatzungszone und dem amerikanischen Sektor Berlins, später die zwischen der DDR und West-Berlin.
Ein Großteil der Gleisanlagen des Bahnhofs und der Strecken in dessen Umfeld ging nach Kriegsende als Reparationsleistung an die Sowjetunion oder wurden als Ersatz für anderswo abgebaute Strecken gebraucht. Von 1950 an wurden die Reisenden der Züge nach Berlin im Bahnhof Teltow kontrolliert, wofür ein abgebautes Gleis wiederaufgebaut wurde. Zum 7. Juli 1951 war der Gleichstrombetrieb der Berliner S-Bahn von Lichterfelde Süd nach Teltow verlängert worden. In diesem Zusammenhang ging die separate Vorortstrecke von Teltow nach Ludwigsfelde außer Betrieb. Zum 18. Mai 1952 wurde der Fernverkehr in Richtung West-Berlin eingestellt und die Gleisanlagen abgebaut. Der Bahnhof Teltow war damit in beide Richtungen – abgesehen vom S-Bahn-Gleis – nur noch über das frühere Baubetriebsgleis zu erreichen, das bereits während des Krieges mit einem provisorischen Bahnsteig versehen worden war. Hinzu kam eine Kehranlage für die seit 1951 in Teltow endenden Ludwigsfelder Vorortzüge. Bis Mitte der 1950er Jahre gab es noch sporadischen Güterverkehr in Richtung West-Berlin, 1960 wurde endgültig festgelegt, dass über Teltow keine Züge mehr nach West-Berlin fahren sollten.
Die Gleichstromstrecke der S-Bahn wurde von einem fahrbaren Gleichrichterwerk in Berlin-Lichterfelde mit Strom versorgt. Ein stationäres Werk am Bahnhof Teltow war in Bau und sollte 1961 in Betrieb gehen.

### Nach dem Mauerbau

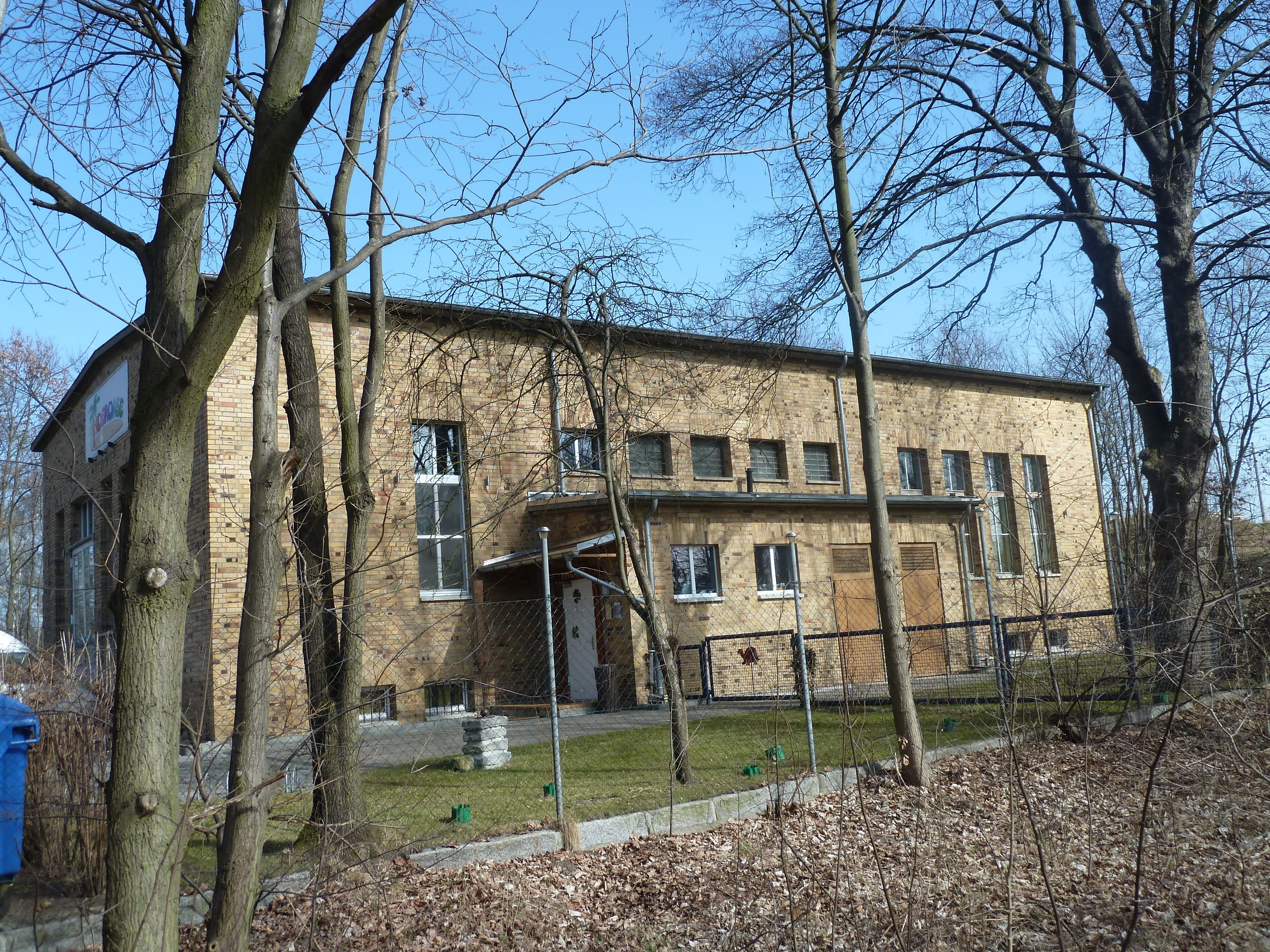
Das Gleichrichterwerk für die S-Bahn ging 1961 nicht mehr in Betrieb. Das Gebäude steht unter Denkmalschutz

Der Mauerbau trennte die Bahnstrecke zwischen Teltow und Lichterfelde komplett. Die verbliebenen Gleise der S-Bahn sowie das Gütergleis wurden abgebaut, die Brücke der S-Bahn über die Mahlower Straße wurde demontiert. Das Gleichrichterwerk ging nicht mehr in Betrieb.
Der Bahnhof Teltow war somit nur noch von Ludwigsfelde aus sowie über eine Verbindungskurve beim Bahnhof Genshagener Heide vom Berliner Außenring aus Richtung Westen zu erreichen. Seine Aufgaben im Personenverkehr nahmen stark ab, da sowohl Berlin als auch Potsdam per Bahn nur mit großen Umwegen zu erreichen waren. Es verblieb ein zunächst reger, später ausgedünnter Zugverkehr in Richtung Ludwigsfelde (1962: 14 Züge, 1989: 6–8 Züge pro Tag und Richtung), teilweise wurden die Züge direkt weiter in Richtung Jüterbog geführt. Direkt nach dem Mauerbau gab es noch zwei Zugpaare im Berufsverkehr über Genshagener Heide nach Berlin. 1963 wurden sie eingestellt, es verblieb noch ein Frühzugpaar nach Genshagener Heide, das bis 1983 verkehrte. Die Hauptlast des Personenverkehrs trugen Busse, die Potsdam über Stadt und Bahnhof Teltow mit dem Bahnhof Zentralflughafen Berlin-Schönefeld verbanden. In den 1980er Jahren verkehrten sie alle 30 Minuten, zwischen dem Bahnhof Teltow und Potsdam werktags sogar alle 15 Minuten.
Am 30. Juli 1982 wurde der elektrische Betrieb im Bahnhof Teltow aufgenommen.

### Entwicklung nach 1990
Bereits bald nach Fall der Berliner Mauer war gefordert worden, den S-Bahn-Verkehr nach Teltow wiederaufzunehmen. Jedoch gab es lange Diskussionen, ob statt des stadtfernen Bahnhofs Teltow besser Planungen aus den 1930er Jahren wieder aufgenommen werden sollten, wonach die Stadt Teltow mit einer neuen Strecke und einem zentrumsnäheren Halt erschlossen würde. Erst 1997 stimmte das Bundesverkehrsministerium zu, diese Strecke zu finanzieren. Am 24. Februar 2005 ging die Bahnstrecke Berlin-Lichterfelde Süd–Teltow Stadt mit dem Bahnhof Teltow Stadt in Betrieb.
Der alte Bahnhof Teltow wurde weiterhin im Personenverkehr ausschließlich mit Regionalzügen aus Richtung Ludwigsfelde bedient, das Angebot wurde ab Mai 1993 auf einen Stundentakt verdichtet. Am 24. Mai 1998 wurde der Personenverkehr in Teltow eingestellt, da die Bauarbeiten für den Wiederaufbau der Anhalter Bahn nach Berlin begonnen hatten, bereits ein Jahr vorher war die Fahrleitung demontiert worden.
Am 28. Mai 2006 ging die wiederaufgebaute Strecke und der neue Bahnhof Teltow in Betrieb. Er wurde wieder in Hochlage errichtet, Teile des alten Bahnhofs verblieben für den Güterverkehr.
Der Bahnhof Teltow wird im Fahrplanjahr 2024 stündlich von der Regional-Express-Linie RE 3 von Stralsund bzw. Schwedt über Berlin nach Jüterbog, alle zwei Stunden weiter bis Lutherstadt Wittenberg, bedient.
| Linie                    | Linienverlauf | Takt (min)                                                    | EVU              |
| ------------------------ | --- | ------------------------------------------------------------- | ---------------- |
| RE 3                     | (Lutherstadt Wittenberg Hbf –) Jüterbog – Luckenwalde – Ludwigsfelde – Teltow – Berlin Hbf – Angermünde – Schwedt (Oder) / Züssow – Greifswald – Stralsund Hbf | 60 (120 Wittenberg–Jüterbog und Angermünde–Schwedt/Stralsund) | DB Regio Nordost |
| Stand: 10. Dezember 2023 | |                                                               |                  |

## Anlagen

### Der erste Bahnhof Teltow
Zunächst besaß der Bahnhof zwei Außenbahnsteige an den beiden Streckengleisen und auf der Westseite einige Gleise für den Güterverkehr. Als Empfangsgebäude diente ein kleines Gebäude aus Holzfachwerk und Ziegeln. Nach der Erweiterung kamen Überholungsgleise hinzu, zunächst eins in Richtung Halle, spätestens 1920 eins in Richtung Berlin. 1931 gab es umfangreiche Güterverkehrsanlagen auf der Westseite der Gleise. Der Güterschuppen war neben dem Empfangsgebäude angeordnet. Südlich davon gab es eine Reihe von Rangiergleisen, von denen die Teltower Industriebahn erreicht wurde. Das Stellwerk Tlo lag an der Ostseite der Gleisanlagen direkt an der Machnower Straße.

### Nach 1940

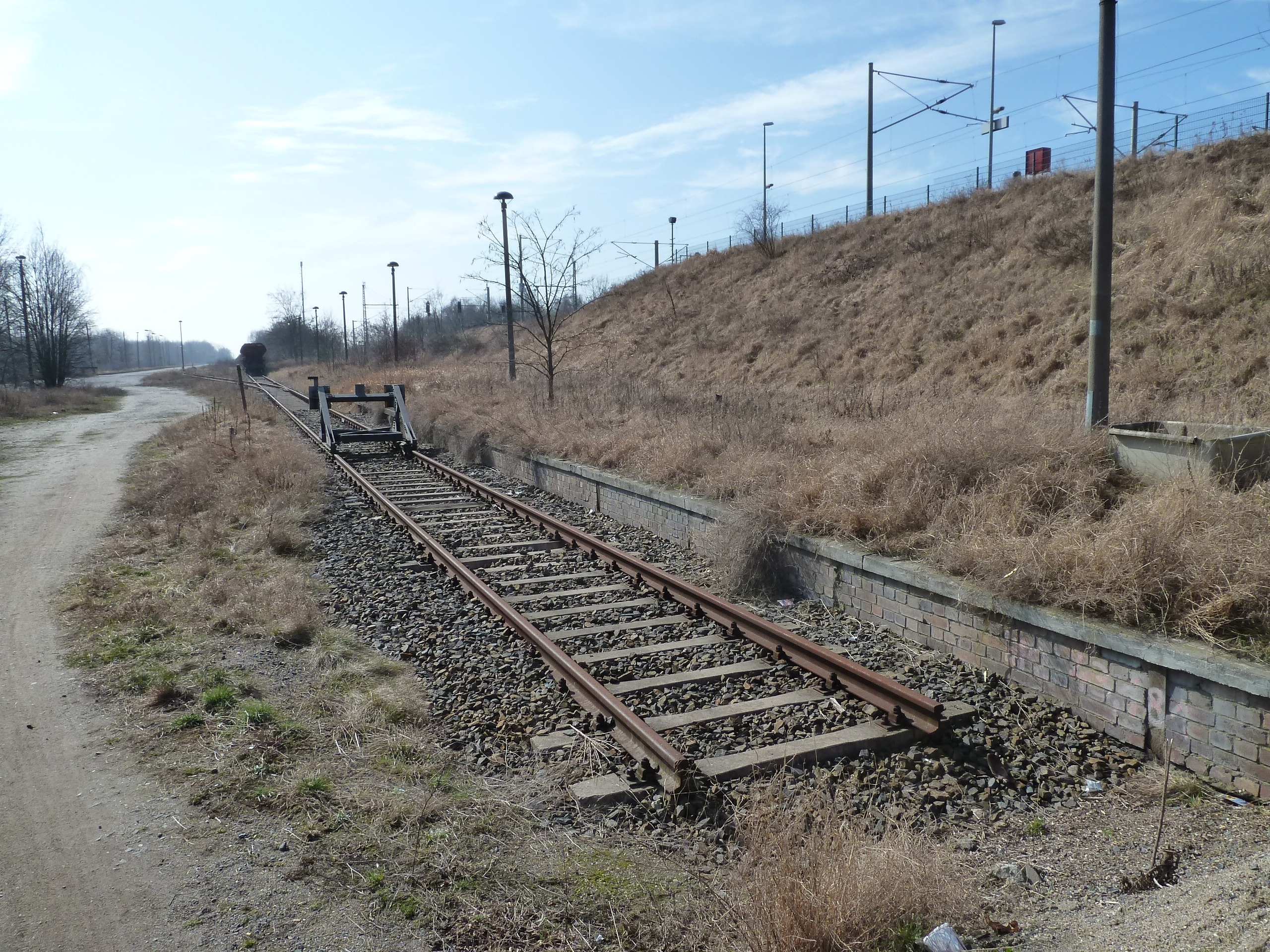
Gütergleise, rechts Reste des bis 1998 genutzten Bahnsteigs

Der Damm für die Vorort- und Ferngleise entstand auf der Westseite der Gleisanlagen auf der Fläche der früheren Güterverkehrsanlagen und des Empfangsgebäudes. Östlich davon wurde auf Geländeniveau der Baubetriebsbahnhof angelegt, wo der Güterverkehr abgefertigt wurde. Der Vorortbahnsteig war über einen Tunnel zu erreichen, der zunächst nur einen Ausgang auf die Westseite erhielt. Nachdem nach dem Zweiten Weltkrieg die Züge in Richtung Ludwigsfelde im früheren Baubetriebsbahnhof endeten, wurde der Tunnel 1952 auf die Ostseite der Gleise verlängert. Am Zugang zum unteren Bahnsteig wurde ein kleines, barackenartiges Empfangsgebäude errichtet.
Nach dem Bau der Berliner Mauer wurden die Gleisanlagen der S-Bahn und die Brücke über die Machnower Straße demontiert. Der Damm und der unter ihm durchführende Tunnel blieben bis zum erneuten Bahnhofsumbau Ende der 1990er Jahre erhalten.
Der Bahnhof besaß danach einen Bahnsteig mit zwei Bahnsteigkanten für die Reisezüge. Östlich davon lagen die Güterverkehrsanlagen mit zwei Bahnsteiggleisen.

### Heutige Situation
Der Durchgangsbahnhof liegt in Hochlage an der Mahlower Straße, die von den Gleisen überquert wird. Er besteht aus zwei bahnsteiglosen Durchgangsgleisen, an die sich auf beiden Seiten je ein Gleis mit einem Außenbahnsteig südlich der Straße anschließt. Östlich der Durchgangsgleise liegen auf Geländeniveau einige Gleise für den Güterverkehr. Diese sind erst im Bahnhof Großbeeren an die Anhalter Bahn angeschlossen, der Güterbahnhof gilt als Bahnhofsteil von Großbeeren.
Südwestlich des Bahnhofs liegen noch einige Gleisreste der Teltower Industriebahn, die nicht mehr mit der Hauptstrecke verbunden sind.

### Anbindung an die Teltower Eisenbahn

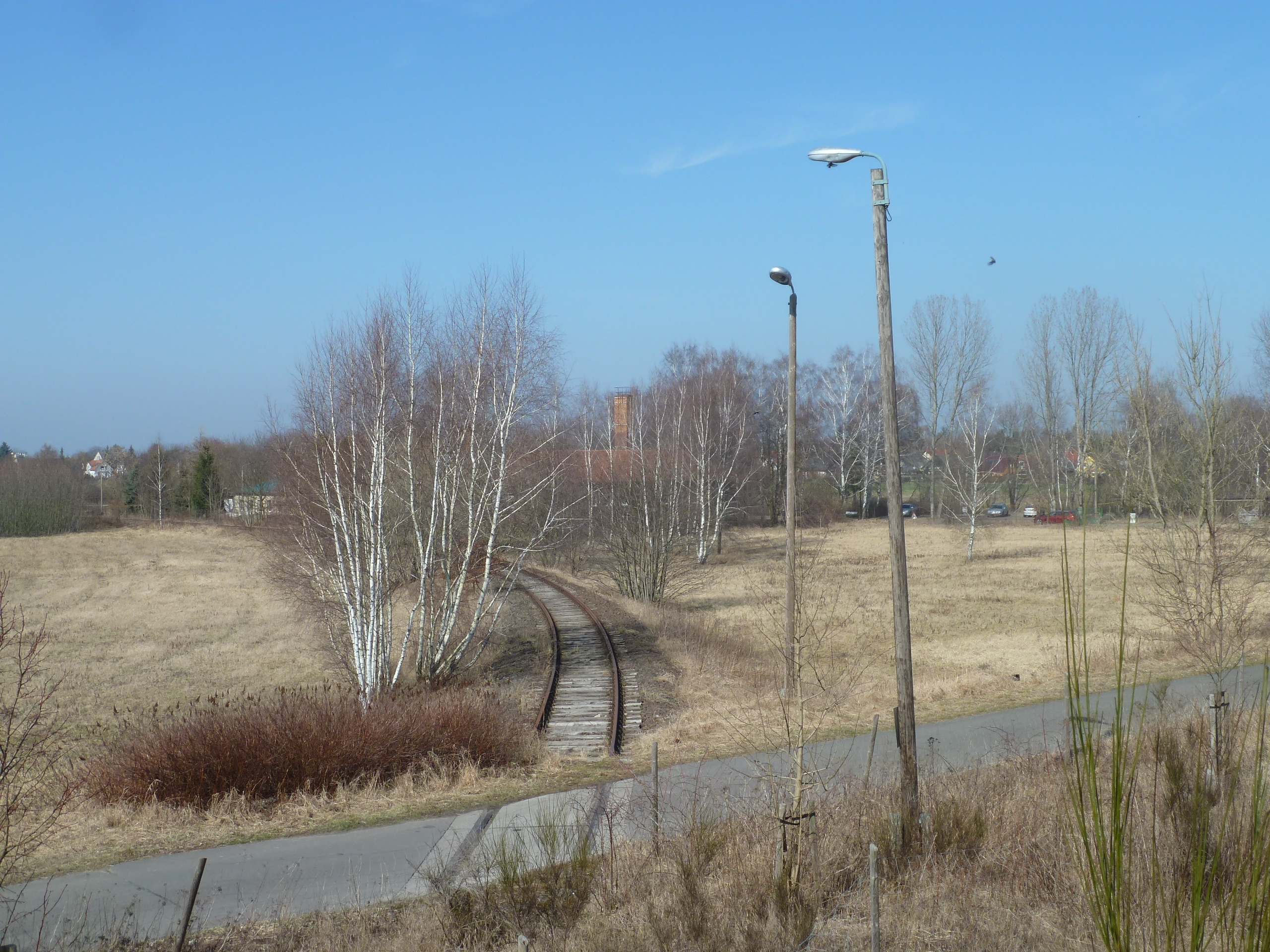
Beginn der Teltower Eisenbahn im Süden des Bahnhofs Teltow, vom früheren Damm der Vorortgleise gesehen.

Die Strecke der Teltower Eisenbahn führte vom Bahnhof Teltow südlich und westlich an der Stadt Teltow vorbei zum Teltower Hafen im Bereich der Oderstraße am Teltowkanal. Die Anbindung dieser Güterstrecke an den Bahnhof wurde mehrfach grundlegend verändert. Ursprünglich zweigte sie am Südende des Bahnhofs von der Anhalter Bahn nach Südwesten ab. Der um 1940 gebaute Damm für die Vorort- und die geplanten Ferngleise trennte jedoch diese Verbindung. Stattdessen wurde eine neue Strecke gebaut, die nördlich des Bahnhofs nach Nordwesten abzweigte und unter den Gleisen der Hauptstrecke nach Berlin geführt wurde. In Sigridshorst sollte eine Verbindung zu einer westlichen Verlängerung des Güteraußenrings entstehen, die ebenso wie ein S-Bahn-Anschluss dort nicht in Angriff genommen wurde. Die Züge der Teltower Eisenbahn wechselten in Sigridshorst die Fahrtrichtung und fuhren westlich am Bahnhof Teltow entlang der Bahnstrecke, bis sie wieder ihre angestammte Strecke erreichten. Nach dem Zweiten Weltkrieg wurde der Bahndamm südlich von Teltow nicht mehr benötigt und teilweise abgetragen. Da die durchgehende Verbindung von Teltow in Richtung Norden durch die Grenzziehung nur noch eingeschränkt, später gar nicht mehr benutzbar war, wurde die Teltower Eisenbahn am Südkopf des Bahnhofs Teltow nach Süden in Richtung Bahnhof Großbeeren angebunden.

### Gleichrichterwerk
Denkmalgeschützt ist das „Gleichrichterwerk mit Hofpflasterung und Zufahrtsstraße sowie anschließendem gepflasterten Abschnitt der Bahnstraße“. Es liegt auf der Westseite der Gleisanlagen. Es ist um 1960 errichtet worden und war im Sommer 1961 fast fertiggestellt worden. Als Folge des Mauerbaus war die S-Bahn-Strecke unterbrochen und das Gleichrichterwerk damit überflüssig geworden. Die technischen Einrichtungen wurden in der Folge demontiert.
Der Hochbau des Werkes blieb erhalten und wird heute von einer Kindereinrichtung genutzt.